# دنبی‌زیان
دنبی‌زیان (نام علمی: Cercozoa) نام یک شاخه از حوزه یوکاریوت است.